# Résolution 22 du Conseil de sécurité des Nations unies
Membres permanents
- Chine
- États-Unis
- France
- Royaume-Uni
- URSS

Membres non permanents
- Australie
- Belgique
- Brésil
- Colombie
- Pologne
- Syrie

Résolution no 21 Résolution no 23
La résolution 22 est une résolution du Conseil de sécurité de l'ONU qui a été votée le 9 avril 1947 et qui décide de recommander à l'Albanie et au Royaume-Uni de soumettre leur différend à la Cour internationale de justice.
Le différend entre l'Albanie et le Royaume-Uni portait sur le fait que deux navires britanniques avaient été endommagés par des mines posées par les forces armées albanaises (incident du détroit de Corfou).
Deux pays se sont abstenus : la Pologne et l'URSS.

## Texte
- Résolution 22 sur fr.wikisource.org
- Résolution 22 sur en.wikisource.org